# Juvhel Tsoumou
Hama Juvhel Fred Tsoumou (sinh ngày 27 tháng 12 năm 1990) là một cầu thủ bóng đá người Congo thi đấu ở vị trí tiền đạo. Các câu lạc bộ trước đây của anh từng thi đấu bao gồm Ermis Aradippou, Wacker Burghausen, TSV Hartberg, FSV Zwickau, Eintracht Frankfurt, Preston North End, Alemannia Aachen,  Plymouth Argyle và Công an Hà Nội.
Sinh ra ở Cộng hòa Congo, Tsoumou đã đại diện cho Đức ở cấp độ trẻ và trở lại Congo thi đấu cho Đội tuyển bóng đá quốc gia Congo.

## Sự nghiệp câu lạc bộ

### Những năm đầu
Tsoumou sinh ra và lớn lên tại thủ đô của Congo là Brazzaville, nơi anh thể hiện tài năng của mình trên sân cát. Khi còn là một cậu bé 10 tuổi, Tsoumou đã cùng mẹ đến Zwickau, nơi anh bắt đầu chơi trong hệ thống trẻ của FSV Zwickau.
Năm 2003, Charly Körbel đã dẫn anh đến học viện bóng đá Eintracht Frankfurt. Tại đây, anh chơi đến năm 2006 trước khi chuyển đến học viện của Blackburn Rovers.

### Eintracht Frankfurt
Sau một mùa giải ở Anh, anh trở lại Frankfurt vì anh đã nhìn thấy một tương lai tốt đẹp hơn cho chính mình tại đây. Vào ngày 4 tháng 9 năm 2007, Tsoumou được triệu tập vào đội trẻ của Đức. Huấn luyện viên của Frankfurt lúc đó là Friedhelm Funkel đã cho Tsoumou cơ hội tập luyện với đội một. Vào ngày 10 tháng 11 năm 2007, tiền đạo này lần đầu tiên có mặt trong đội hình ở trận đấu với Borussia Dortmund tại Bundesliga. Holger Mueller đã trả lời phỏng vấn và so sánh Tsoumou với Jermaine Jones do khả năng giành bóng của anh ấy.
Tsoumou ra mắt tại Bundesliga vào ngày 28 tháng 9 năm 2008 trước Arminia Bielefeld, khi anh bị thay ra ở phút 74 nhường chỗ cho Nikos Liberopoulos. Kể từ khi ra mắt, Tsoumou bị chuyển đến đội 2, nơi anh có thể có nhiều thời gian thi đấu hơn. Vào ngày 20 tháng 3 năm 2010, Tsuomou ghi bàn thắng đầu tiên cho Frankfurt ở phút 87 để gỡ hòa trước Bayern Munich nhưng sau đó Martin Fenin đã ghi bàn ấn định chiến thắng 2-1 cho Hùm xám.

### Alemannia Aachen
Anh ký hợp đồng với Alemannia Aachen vào ngày 4 tháng 8 năm 2010. Vào ngày 20 tháng 8 năm 2010, Tsoumou có trận ra mắt cho câu lạc bộ trong trận hòa 2–2 trước Union Berlin. Tuy nhiên, Tsoumou bị chuyển đến đội dự bị. Năm 2011, anh đã có một thời gian thử việc tại Sheffield Wednesday FC.

### Preston North End
Tsoumou đã ký hợp đồng hai năm với Preston North End. Vào ngày 4 tháng 10 năm 2011, anh ghi bàn thắng đầu tiên cho Preston vào lưới Morecambe tại Johnstones Paint Trophy. Preston giành chiến thắng 7-6 trong loạt 11m sau khi trận đấu kết thúc với tỷ số 2-2. Anh ghi bàn thắng đầu tiên vào lưới Huddersfield Town. Sau đó, anh ghi bàn trong hai trận đấu tiếp theo của Preston trước Oldham Athletic và AFC Bournemouth. Tuy nhiên dưới thời huấn luyện viên mới Graham Westley, Tsoumou đã phải vật lộn để có được thời gian thi đấu.

### Plymouth Argyle (mượn)
Ngày 31 tháng 1 năm 2012, Tsoumou gia nhập League Two chơi cho câu lạc bộ Plymouth Argyle dưới dạng cho mượn cùng với Alex MacDonald đến cuối mùa giải. Việc anh ấy chuyển đến Plymouth khiến huấn luyện viên Carl Fletcher thích thú.

### TSV Hartburg
Vào ngày 13 tháng 9 năm 2012, Tsoumou ký hợp đồng với câu lạc bộ Áo TSV Hartberg.

### FK Senica
Vào ngày 29 tháng 8 năm 2013, anh ký hợp đồng hai năm với FK Senica, sau khi chuyển nhượng tự do. Nhưng, hợp đồng của anh ấy đã bị hủy bỏ và Tsoumou đã được giải phóng với tư cách là cầu thủ tự do vào ngày 1 tháng 1 năm 2014.

### Waldhof Mannheim
Ngày 14 tháng 11 năm 2014, Tsoumou gia nhập SV Waldhof Mannheim.  Anh đã có 17 lần ra sân, gần như tất cả đều từ băng ghế dự bị, ghi được 1 bàn thắng. Anh bị thanh lý hợp đồng vào cuối mùa giải 2014–15 Regionalliga.

### Wacker Burghausen
Tsoumou gia nhập SV Wacker Burghausen vào ngày 3 tháng 9 năm 2015.

### Công an Hà Nội
Anh gia nhập câu lạc bộ Công an Hà Nội vào đầu năm 2023 và có màn ra mắt vô cùng ấn tượng với một cú hat-trick vào lưới câu lạc bộ Topenland Bình Định, giúp đội bóng giành chiến thắng 5–0 tại vòng 1 V-League 2023.
Tuy nhiên, anh bất ngờ bị thanh lý hợp đồng sau đó vài ngày do tiền sử bị chấn thương gối.. Tuy nhiên sau khi bình phục chấn thương anh có trong danh sách đăng kí thi đấu Cúp Quốc Gia 2023 thông qua trên fanpage.